# Rhaucoides atahualpa
Rhaucoides atahualpa is een hooiwagen uit de familie Cosmetidae. De originele naamcombinatie (protoniem) was Rhaucoides atahualpa Medrano, García & Kury, 2022.